# Ira Wedel
Ira Wedel (* 1976 in Leipzig) ist eine deutsche Drehbuchautorin, Autorin und Kolumnistin.

## Biografie
Ira Wedel wuchs in Leipzig und ab 1981 in Ost-Berlin auf.
1998 begann sie ihre redaktionelle Tätigkeit beim ORB. Später war sie als TV-Autorin und Redakteurin für das ARD-Magazin „Polylux“ und das ARTE Kulturformat „Tracks“ tätig. Im Jahr 2003 erhielt sie ein Deutsch-Niederländisches Journalistenstipendium und arbeitete für CNN in Hilversum und Amsterdam.
Ab 2004 studierte sie Drehbuch an der Filmakademie Baden-Württemberg, wo sie 2010 mit Diplom abschloss.
Gemeinsam mit Marten Persiel schrieb sie das Drehbuch zu dem Kinofilm This Ain’t California, der u. a. auf der Berlinale 2012 mit dem „Dialogue en perspective“ ausgezeichnet wurde. Seit 2006 ist sie unter Pseudonym Autorin für das Satiremagazin „Eulenspiegel“.
Die Familie wohnte ab 1985 am Zionskirchplatz, wo sie den Überfall auf die Zionskirche am 17. Oktober 1987 unmittelbar erlebte. Dieses und die Erlebnisse und Erfahrungen während der friedlichen Revolution haben sie maßgeblich politisiert und sind zentrale Themen in ihrem 2009 erschienenen Roman Tine Eisenbeisser.
Ira Wedel lebt in Berlin und ist als freie Autorin von Drehbüchern, Erzählungen und Rezensionen tätig.

## Filmografie
- 2009: Licht aus
- 2010: Die Schweine kommen
- 2010: Couchsurfing
- 2011: Irre
- 2012: This Ain’t California
- 2013/2014: Mitteschnitten
- 2015: Mein Alien heißt Frau Fleischmann
- 2016: Der Wedding kommt
- 2017: Chaos Queens – Ehebrecher und andere Unschuldslämmer[4]
- 2018: Milk & Honey
- 2019: An einem klaren, kalten Januarmorgen zu Beginn des 21. Jahrhunderts
- 2019: Throwback 89[5]
- 2019: Interwelt
- 2021: Ich bin Sophie Scholl
- 2022: Ernesto’s Island

## Bücher
- Tine Eisenbeisser. Jacoby & Stuart, Berlin 2009, ISBN 978-3-941087-66-8.[6]